# إليك ميلن
إليك ميلن (بالإنجليزية: Alec Milne)‏ (4 يونيو 1937 في المملكة المتحدة -) هو لاعب كرة قدم إسكتلندي في مركز الدفاع. لعب مع كارديف سيتي ونادي باري تاون يونايتد وDundee Violet F.C. ‏ ونادي اربوراث.